# カヅホ
カヅホ（9月13日 - ）は、日本の漫画家・イラストレーター。男性。東京都在住。桐生第一高校を卒業後、桐生短期大学（現・桐生大学短期大学部）アート・デザイン学科（2004年）、阿佐ヶ谷美術専門学校卒。
芳文社の月刊雑誌『まんがタイムきららキャラット』2008年1月号に『キルミーベイベー』を掲載、同年7月号から連載している。「腹痛ダイナー」というサークルで同人活動も行っている。

## 作風
アマチュア時代には擬人化などの人外キャラクターをよく描いていた。4コマ形式での執筆は『キルミーベイベー』が初めてで、ストーリー形式のコマ割りの方が描き慣れているという。シュールなギャグが好きだが、「自分が好きなギャグは、他人にとっては面白くないってことがわかってる」「自分がウケるものだけ描いてたらきっと誰も笑えない」という理由から、自分が面白いと思ったギャグよりも周りが面白いと思いそうなギャグを描くように気を付けているという。

## 人物
生物・UMAが好き。趣味は格闘ゲームと料理。また、怪人が好きすぎるあまり、マタンゴの仮装で阿佐谷のハロウィン仮装コンテストに参加し、準グランプリを取ったことがある。
高校時代はラグビー部だったが、これは学生時代は運動しろという親の方針だった。
同じ『まんがタイムきららキャラット』で『はるみねーしょん』連載中の漫画家、大沖とは縁があるようで、特典の小冊子にゲストイラストを描いたりしている。

## 作品リスト

### 漫画
- キルミーベイベー（2008年1月号、7月号 - ） 『まんがタイムきららキャラット』連載中。
- カガクチョップ（2011年8月10日 - 2019年10月30日） 『COMIC メテオ』連載。2012年10月『FlexComixブラッド』から移籍。
- のんかふぇ（2015年2月27日 - ）『コミック電撃だいおうじ』連載中。
- ホッピントッピン（2023年2月27日）『のんかふぇ』、読み切り『てんてこ電電』、コミティアでの一部同人作品[10]を収録した総集本。

#### 読み切り
- 3分空手教室（2011年8月9日、『4コマnanoエース』Vol.4）
- コイノボる（2012年1月27日、『まんがタイムきららカリノ』Vol.1）
- てんてこ電電（2012年9月10日、『電撃4コマ大王こもえ』Vol.3）
- 吸血会議（『COMIC メテオ』2012年10月24日）『カガクチョップ』単行本第1巻の巻末に収録。
- コミティアへようこそ！（2012年11月4日、『ティアズマガジン』Vol.102）[11]
- ラッサム（2018年3月17日、『漫画家のごはんのおとも語り』）

#### 同人誌

##### ゲルデンハイム
- CATAPULT（2006年8月27日、COMITIA77）
- transmitter (2006年11月12日、COMITIA78)
- trigger（2007年2月4日、COMITIA79）
- R.R.R（2007年5月5日、COMITIA80）
- 忍法木っ端微塵子の術（2007年8月26日、COMITIA81）
- サイキッカー伊藤（2008年11月16日、COMITIA86）
- うわっ携帯なくした！（2009年5月5日、COMITIA88）

##### 逢田製作所
- 品格パラシュート（2009年11月15日、COMITIA90）
- フリーフォール（2010年2月14日、COMITIA91）
- 奇術デポン（2010年8月29日、COMITIA93）

##### 腹痛ダイナ―
- よい子の献血マンガ（2010年11月14日、COMITIA94）同人誌タイトルは『よい子の献血マンガと細かいのまとめ』。本誌にはコミティア88～92に出展した同人作品も再録。
- TeKeTeKe（2011年10月30日、COMITIA98）
- PPP（2012年2月5日、COMITIA99）
- ゆるロボン（2012年12月31日、コミックマーケット83）
- 宇宙人対ストリッパー（2013年5月5日、COMITIA104）
- ラーの書（2019年5月12日、COMITIA128）

##### 合同同人誌
- 暗黒シンドローム（2007年3月21日、病み鍋PARTY）サークル「クリスタルボーイ滝川」合同同人誌に収録。
- ゾンビッチ（2008年5月5日、COMITIA84）サークル「トマソン」合同同人誌『ZMB症候群』に収録。
- タイムカプセル（2019年2月17日、COMITIA127）サークル「クリスタルボーイ滝川」合同同人誌『三夜怪談』に収録。
- 秘伝の拳（2019年8月25日、COMITIA129）サークル「クリスタルボーイ滝川」合同同人誌『テッケソ』に収録。

##### その他
- キル式（2009年8月14日、コミックマーケット76）まんがタイムきらら企画本『OVER×CROSS』に収録。

##### 出展即売会不詳
- 科学部さんと委員長さんは仲良しですよバレンタインスペシャル[12]
- 恐怖ヒマラヤの人食いイエティを追え!!
- ぽろりんこ

### アンソロジー・トリビュートコミック
- あずまんが大王
  - 『あずまんが大王』10周年記念ムック『大阪万博』
- けいおん!
  - 「けいおん!」アンソロジーコミック みんなでうん☆たん（『まんがタイムきらら』2009年9月号付録）
  - けいおん!アンソロジーコミック 1
- ひだまりスケッチ
  - ひだまりスケッチ アンソロジーコミック１
- Aチャンネル
  - Aチャンネル アンソロジーコミック 1
- あっちこっち
  - あっちこっち アンソロジーコミック１
- 魔法少女まどか☆マギカ
  - 魔法少女まどか☆マギカ 4コマアンソロジーコミック 1
- アイドルマスター シンデレラガールズ
  - アイドルマスター シンデレラガールズ Shuffle!!
- スプラトゥーン
  - スプラトゥーン ほのぼのイカ4コマ&プレイ漫画
- 上野さんは不器用
  - 上野さんは不器用 6巻限定版 公式アンソロジー小冊子【上野本】
- BATON=RELAY
  - BATON=RELAY公式(?)コミッククリエイターとして、『ボイス=サバイバル～声優24時～』を連載。全14回。

### イラスト
- 「自由」（ガンガンONLINE 2009年6月25日）
- アキタランド・ゴシック（第1巻購入特典イラスト）
- ひだまりスケッチ×☆☆☆（第4話提供バック）
- 日常（2012年7月9日『4コマnanoエース』Vol.15 雑誌付録コラボポスター）
- ビックリ!メガちゃんVSハウスさんシール「2010メガ: メガちゃん」（2012年）
- ゆゆ式（第11話エンドカード）
- ブラック・ブレット（第四話エンドカード）
- ご注文はうさぎですか?（第7羽エンドカード）
- グリザイアの楽園（第8話エンドカード）
- ULTRA SUPER ANIME TIME（4th SEASON・第2回提供バック）
- 三者三葉（第8話エンドカード）
- アリスと蔵六（アニメ化記念応援イラスト）
- キャラットちゃん15歳（2020年9月28日、まんがタイムきららキャラット11月号付属小冊子表紙イラスト）
- 映画『きんいろモザイクThank you!!』（応援コメント）[13]
- ぼっち・ざ・ろっく!（第2話エンドカード）
- モッシュレース（一部イラスト）[14]

### ゲーム
- きららファンタジア（キャラクターデザイン、監修）